# Muzyka w Toronto

## Muzyka poważna
W Toronto funkcjonuje orkiestra symfoniczna TSO, która występuje w prestiżowym Roy Thomson Hall.. Toronto jest też siedzibą orkiestry i chóru Tafelmusik, specjalizujących się w odtwarzaniu muzyki barokowej na autentycznych instrumentach z tamtej epoki. 
W Toronto działa również teatr operowy Canadian Opera Company, jeden z dziesięciu największych w Ameryce Północnej. Przez wiele lat teatr nie miał stałej, wyspecjalizowanej sali operowej. Sala operowa najwyższej klasy (ang. Four Seasons Centre for the Performing Arts) została oddana do użytku dopiero w 2006 r.
Oprócz sztandarowych instytucji muzyki poważnej, jak wspomniane TSO, COC czy Tafelmusic, w mieście funkcjonuje wiele innych zespołów, np. chór Toronto Mendelssohn Choir. Codziennie w mieście odbywają się koncerty, w tym wiele darmowych, o których informacje najłatwiej znaleźć w bezpłatnym czasopiśmie The Wholenote Magazine.

## Muzyka popularna
Najczęściej recitale i koncerty sław odbywają się w Air Canada Centre, Hummingbird Centre, Molson Amphitheatre, Massey Hall lub Roy Thomson Hall. Ponadto funkcjonuje Harbourfront Centre - letnia scena muzyczna nad brzegiem jeziora Ontario.
W Toronto odbywa się wiele festiwali, na których goszczą międzynarodowi goście. Do najważniejszych festiwali zalicza się:
- North by Northeast Music Festival (www),
- Toronto Downtown Jazz Festival (www),
- Rhythms of the World (www),
- Summer Music in the Park (www),
- International Drumming Festival,
- Great Canadian Blues and BBQ Festival,
- The Beaches International Jazz Festival (www),
- The Distillery Jazz Festival (www),
- Labatt’s Blues Festival,
- Ashkenaz (www) - festiwal kultury Żydów Wschodniej Europy.